# شركة إي أم سي
شركة إي أم سي (بالإنجليزية: EMC Corporation)‏ هي شركة أمريكية متعددة الجنسيات متخصصة في تخزين المعلومات والأمن المعلوماتي، تأسست في عام 1979 ويقع مقرها في ماساتشوستس، لدى شركة أي أم سي أكثر من 70,000 موظف، وهي أكبر مزود في العالم لأنظمة تخزين البيانات من خلال حصتها السوقية.
في 12 أكتوبر 2015 قامت شركة ديل بالأستحواذ عليها في صفقة بلغت 67 مليار دولار، مما يجعلها الصفقة الأغلى في تاريخ شركات التكنولوجيا.

## الجوائز
في عام 2012 و 2013، حصلت أي ام سي على عدد من الجوائز، بما في ذلك جائزة الشركة الأكثر اثارة للإعجاب شركات الكمبيوتر في العالم، وضمت ضمن قائمة أعلى 100 عالمياً في الأبتكار، وأفضل أماكن العمل المتعددة الجنسيات في أوروبا. وحصلت أيضاً على درجة 100 في حملة حقوق الإنسان وعامي 2012 و 2013 في مؤشر المساواة بين الشركات.

## وصلات خارجية
- الموقع الرسمي